# Кортизол
Кортизолът е катаболен стероиден хормон, отделян от надбъбречните жлези. Често е наричан и хормон на стреса, защото нивата му значително нарастват след физически и емоционален стрес. Всъщност този хормон е много повече от индикатор за нивото на стрес в организма, той е и много важен за почти всички функции на човешкото тяло. Недостиг или излишък от този хормон може да доведе до сериозни проблеми в тялото. При нормални обстоятелства нивата на кортизол са най-високи сутрин между 6 и 8 часа, а през деня постепенно намаляват и достигат най-ниска стойност към полунощ.

## Функция и роля в човешкия организъм
Основната роля на кортизола е да регулира кръвното налягане и функциите на сърдечно-съдовата система. Освен това кортизолът регулира използването на протеините, въглехидратите и мазнините в тялото.
След като се отдели той предизвиква разпадане на протеините, което от своя страна води до освобождаване на аминокиселини в кръвта. Непосредствено след това аминокиселините се използват от черния дроб за синтез на глюкоза за енергия. Това повишава нивото на кръвна захар, като по този начин се осигурява по-голямо количество глюкоза за мозъка. В същото време другите тъкани намаляват нуждата си от глюкоза като гориво за енергия.
Кортизолът предизвиква отделянето на мастни киселини (енергиен източник от мастните клетки, който може да се използва като гориво за мускулите). Тези два енергоуправляващи процеса подготвят тялото за ситуацията, която го стресира, а също така осигуряват на мозъка необходимите енергийни запаси.

## Полза от количеството кортизол в организма
При нормални нива кортизолът е полезен, тъй като подготвя тялото за борба със стресиращите го обстоятелства. Също така осигурява полезни източници на енергия.

## Вредно въздействие върху организма
- Намалява секрецията на тестостерон и хормон на растежа.
- Причинява остеопороза.
- Намалява мускулната тъкан и увеличава мазнините.
- Възпрепятства работата на човешката памет.
- По-трудно оползотворяване на глюкозата.
- Уврежда имунитета.

## Регулиране на количеството кортизол
Тялото има сложна система за обратна връзка, която регулира секрецията на кортизол. Хипофизната жлеза отделя хормон, който „подава сигнал“ на надбъбречната жлеза да регулира секрецията на кортизол.
Кортизолът е катаболен хормон. Високите нива на кортизол могат да променят състоянието на тялото от анаболно (изграждащо) в катаболно (разграждащо) състояние. При високи нива на кортизол се подпомага натрупването на мазнини.
1. ↑  50-23-7 //  PubChem.   Посетен на 17 ноември 2016 г. (на английски)